# Si tú me miras
Si tú me miras è un album in studio del cantautore spagnolo Alejandro Sanz, pubblicato nel 1993.

## Tracce
1. Si tú me miras – 4:18
2. Tu letra podré acariciar – 3:37
3. El escaparate – 4:50
4. Cómo te echo de menos – 4:03
5. Cuando acabas tú – 4:05
6. Mi primera canción – 4:40
7. Vente al más allá – 4:00
8. Qué no te daría yo – 3:38
9. Este pobre mortal – 3:40
10. A golpes contra el calendario – 5:07